# Yo canto para ti
Yo canto para ti es el vigésimo tercer álbum de la orquesta cubana de ritmos latinoamericanos Sonora Matancera, grabado en 1958, con la intervención del cantante Carlos Argentino.

## Canciones
1. La buena ventura
2. Este rencor
3. Me enseñaste a querer
4. Bésame puchunguita
5. Mi madre querida
6. Muñequita
7. Dale, dale, dale
8. Chancleteando
9. Sin corazón en el pecho
10. La familia
11. Ave María Lola
12. El solterito

- Datos: Q6170090